# Ernst Luchs
Carl Johann Nepomuk Ernst Luchs (* 3. September 1811 in Warmbrunn, Provinz Schlesien; † 3. Januar 1886 ebenda) war ein deutscher Mediziner und Ornithologe.

## Leben
Ernst Luchs studierte an der Universität Breslau Medizin, legte am 17. November 1836 seine Dissertation De sphygmologia vor und wirkte in der Folge bis an sein Lebensende als Badearzt in Warmbrunn.
Er legte eine umfangreiche ornithologische Sammlung an, die er 1878 an Ludwig Graf von Schaffgotsch (1842–1891), Mitglied der Familie Schaffgotsch, verkaufte. Der Forschungsreisende Otto Finsch benannte ihm zu Ehren den Luchssittich (Myiopsitta luchsi (Finsch, 1868)). Beim Luchs’ Astrild Aegintha luchsi Russ, 1882 handelt es sich vermutlich um eine Hybride aus Estrilda cinerea oder Estrilda troglodytes X Estrilda melpoda.
Ernst Luchs wurde am 15. Oktober 1843 unter der Matrikel-Nr. 1519 mit dem akademischen Beinamen Stoll zum Mitglied der Leopoldina gewählt. Im Jahr 1870 wurde er als Mitglied in die Deutsche Ornithologische Gesellschaft aufgenommen.
Von seiner Korrespondenz sind Briefe an den Mediziner und späteren Präsidenten der Leopoldina Carl Gustav Carus und an den Berliner Entomologen Gustav Kraatz überliefert.

## Schriften
- De sphygmologia. Vratislaviae 1836